# ミネ・オオクボ
ミネ・オオクボ（オークボ）（Miné Okubo、漢字：大久保 ミネ、1912年6月27日 - 2001年2月10日）はアメリカ合衆国の画家、イラストレーター。第二次大戦中にタンフォラン仮収容所、トパーズ強制収容所の生活を描いた絵約2,000枚のうち約200点を画集『市民13660号』として1946年に発表した。「市民13660号」は統制局がオオクボに与えた番号であり、個人としてのプライバシー、アイデンティティ、尊厳を奪われた収容所の生活の象徴である。一人称の語りを入れた本書は、日系人収容所に関する最初の刊行物であり、アジア系アメリカ文学の古典とされる。

## 背景
ミネ・オオクボは1912年6月27日、カリフォルニア州リバーサイドでタメツグ・オオクボとミヨ（旧姓カトウ）の間に生まれた。7人兄弟姉妹である。母ミヨは東京美術学校を優等で卒業し、1904年セントルイス万国博覧会の日本美術工芸展に書家として参加するために日本政府により派遣された。父タメツグは学問を志し、留学のために渡米したが、生計を立てるために飴工場で働き、次いで庭師・造園家の仕事を得た。母ミヨは家で絵を描き、子供たちにも教えた。長男のベンジ・オオツカ (1904-1975) は、ロサンゼルス美術学生連盟に参加し、1940年から42年まで会長を務めるほか、日系画家ヒデオ・ダテ、中国系画家ギルバート・レオン、ウォルト・ディズニー・カンパニーのアニメーション映画『バンビ』の背景画を描いたことで知られる中国系画家タイラス・ウォンらとともにロサンゼルス東洋美術グループを結成したデザイナー・造園家で、オーティス美術学校の学生であった頃に、カリフォルニア植物園ポスター・コンテストで最優秀賞を受賞している。また、姉のヨシコ・オオクボ（タナカ）も画家・画商で、オオクボに大きな影響を与えたとされる。

## 学業
ポリー高等学校卒業後、1931年にリバーサイド短期大学（現リバーサイド市立大学）に入学。カリフォルニア大学バークレー校から研究奨励金を受け、同校に転学。1935年に美術学士号、翌36年に美術と人類学の修士号を取得した。在籍中は生計を立てるために裁縫師、家政婦、農家の手伝い、家庭教師などの職を転々とした。
1938年にベルタ・タウジヒ美術留学奨学金を受け、18か月にわたって欧州各国で学ぶ機会を得た。パリではフェルナン・レジェに師事した。だが、1939年9月にドイツ軍がポーランドに侵攻し、第二次世界大戦が勃発。オオクボがスイスを旅行しているときであり、荷物はすべてパリのアパートに置いたままであった。フランスとの国境が封鎖され、ベルンの友人のもとに身を寄せたが、母ミヨの危篤の知らせを受けて、即刻、帰国の手続きを取り、3月後にようやくボルドー港から乗船し帰途に就いた。米国との航路が途絶する直前であった。
帰国後間もなく母が死去した。オオクボは「ミヨと猫」と題する絵を母に捧げた。白い服を着て、聖書を手に、公園のベンチに座るミヨとぶち猫が描かれている。サンフランシスコ美術館（現サンフランシスコ近代美術館）で開催された第61回絵画・彫刻展でアン・ブレマー記念賞を受賞した絵であり、オオクボの代表作として展覧会図録（『ミネ・オオクボ ― あるアメリカの経験』）の表紙にも使われている。

## 創作活動
帰国後、公共事業促進局（雇用促進局）の連邦美術計画に参加し、オークランド・ホスピタリティ・ハウス、フォート・オード陸軍駐屯地などの壁画を制作するほか、サンフランシスコ美術協会 (SFAA) に参加し、学芸員としてサンフランシスコ美術館で美術展を企画した。ゴールデン・ゲート・ブリッジ（1937年）とサンフランシスコ・オークランド・ベイブリッジ（1936年）の二大鉄橋の竣工を記念し、「交通・通信の近代的発達」というテーマで1939年から1940年にかけて開催されたゴールデン・ゲート国際博覧会 (GGIE) では、会場としてサンフランシスコ湾に造成された人工島トレジャー・アイランドで、メキシコの画家ディエゴ・リベラの壁画制作の助手を務めた。

## 日系人の強制収容

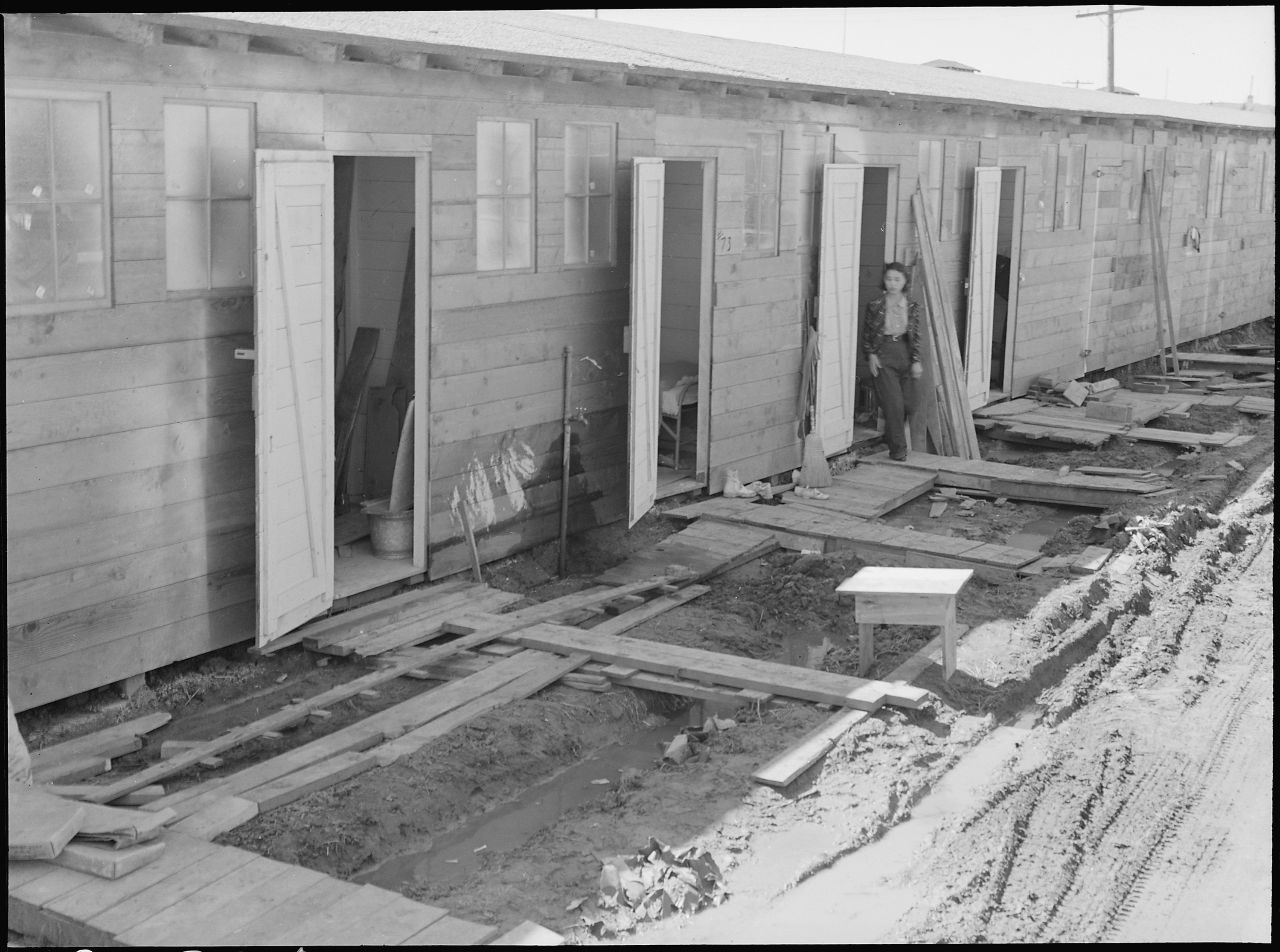
タンフォランの元厩舎に居住する日系人（1942年4月29日、写真：ドロシア・ラング、カレッジパーク国立古文書館所蔵）

1941年12月の日本軍の真珠湾攻撃の後、1942年2月19日、ルーズベルト大統領が発令した大統領令9066号により、日系人の強制立ち退き（強制収容）が始まり、カリフォルニア州、オレゴン州、ワシントン州に住む約12万人の日系人が内陸部の10の収容所に送られた。このうち、78%が市民権を有する二世、三世であった。戒厳令下にあって、オオクボは壁画を完成するために特別に夜間外出が許可されたが、「5月1日金曜日午前11時30分」の立ち退き命令に応じるために、わずか3日で荷物をまとめなければならなかった。父タメツグは逮捕され、モンタナ州のフォート・ミズーラ抑留キャンプに送られた。兄ベンジはワイオミング州のハートマウンテン移住センターに収容された（彼はここで美術教室を開いた）、オオクボと弟トクはカリフォルニア州サンブルーノのタンフォラン仮収容所（旧タンフォラン競馬場）、他の家族はアリゾナ州のポストン戦争強制収容センターに送られた。
タンフォラン仮収容所では厩肥の臭いのする厩舎の一画をあてがわれ、干し草の入った袋の上で寝るなど辛い生活を強いられながらも、共に収容された小圃千浦、他の画家とともに収容所内で美術教室を開いた。
タンフォラン仮収容所に数か月間抑留された後、ユタ州の砂漠に建造されたトパーズ戦時移住センターに送られた。冬は冷え込みが強い上に、たびたび砂嵐に襲われる厳しい環境である。1942年9月11日に開所、1945年10月31日に閉鎖され、最大時の収容人数は8,130人で、その多くがカリフォルニア州のアラミダ、サンフランシスコ、サンマテオ地域の出身者であった。収容所は有刺鉄線に囲まれ、武装監視員に監視塔から見張っている。タール塗りの簡易バラックに住み、トイレに仕切りがないなどプライバシーはほとんど存在しない。食事の時間が制限されているために食堂の前には長蛇の列ができる。忠誠審査（登録）、授業の様子（オオクボはここでも美術教室を開いた）、オオクボはこれらすべてをスケッチブックに描いていった。カメラの持ち込みは禁止されていたので、その場でペン画、木炭画、水彩画を描いた。タンフォラン仮収容所で描いたものも併せて1年半ほどの間に描いた絵は2,000枚に及んだ。

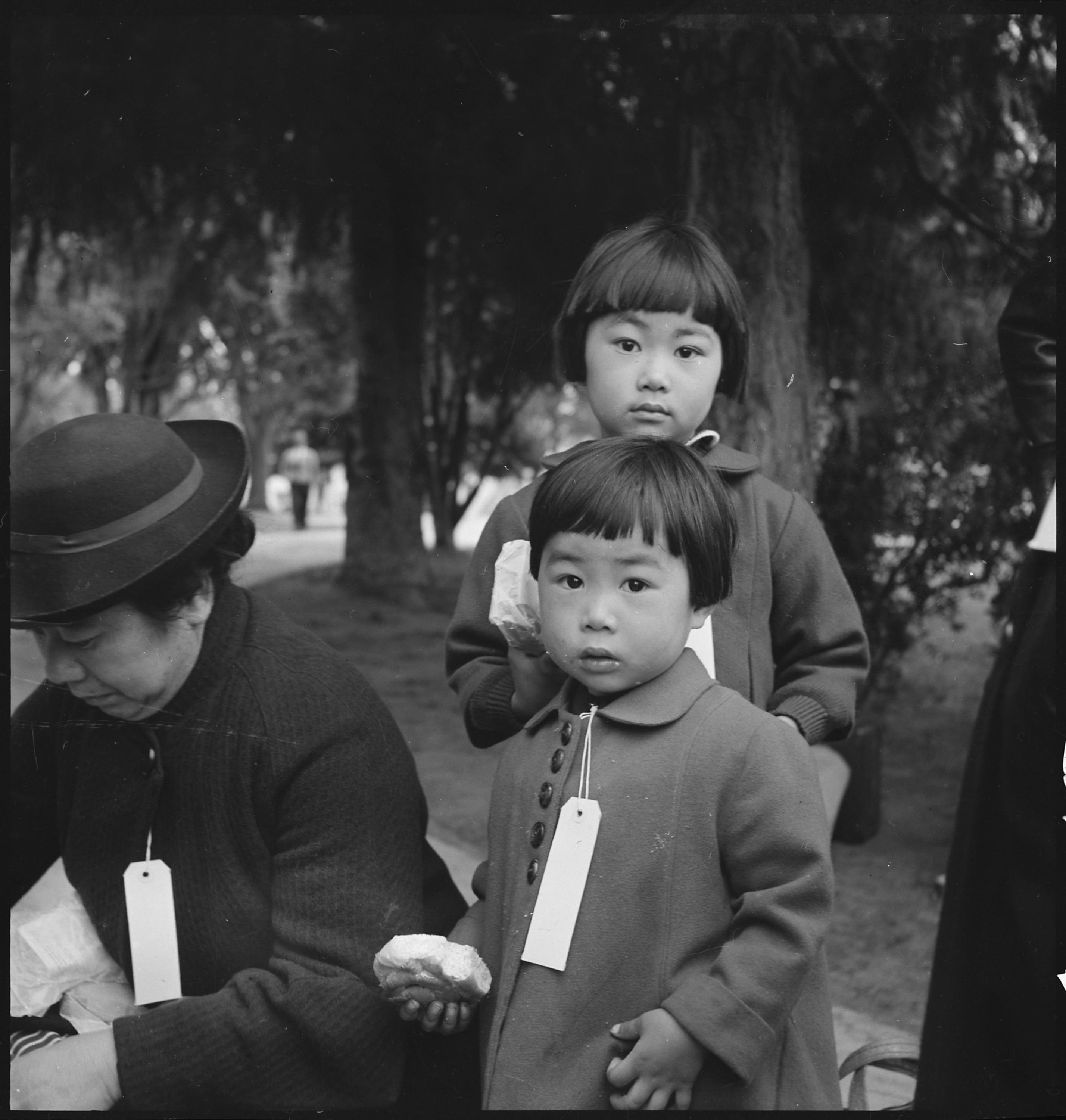
家族番号札を付けて収容所行きのバスを待つモチダ家の子どもたち（1942年8月5日、写真：ドロシア・ラング、カレッジパーク国立古文書館所蔵）

これらは後に画集『市民13660号』に収められることになるが、この番号はオオクボの家族番号である。統制局へ申請に行くと家族番号が書かれた札を20枚ほど渡され、これをすべての荷物に貼り付け、1枚は各人が上着の襟に付けなければならない。名前（アイデンティティ、プライバシー、個人の尊厳）を奪われ、ただの番号として「市民何号」と呼ばれるのである。
オオクボはまた、二世のジム・ヤマダ、タロウ・カタヤマらとともに季刊文芸誌『トレック』を編集した。トパーズではこの他、新聞『トパーズ・タイムズ』、『オール・アボード』が刊行された。『トレック』は第1巻第1号（1942年12月号）、第2号（1943年2月号）、第3号（1943年6月号）の3回で終刊となったが、1部40ページ程度の充実した内容で、表紙画を含み、オオクボの絵が多数掲載された。トシオ・モリの『カリフォルニア州ヨコハマ町』所収作品「子供たちよ」が最初に発表されたのも『トレック』で、作品に挿絵を入れたのはミネ・オオクボとされる。
こうしたオオクボの絵がサンフランシスコ美術館で開催された企画展に展示され、受賞作品として日刊新聞『サンフランシスコ・クロニクル』に掲載された。さらに同紙の日曜版『この世界』でオオクボの作品の特集が組まれ、以後、絵に解説を入れてたびたび同紙に掲載された。これに目を留めた『フォーチュン』誌の編集委員から、採用の申し出があった。国吉康雄、八島太郎とともに同誌の日本特集号を編集する仕事であった。『フォーチュン』誌に掲載された日系人収容所の絵は大きな反響を呼び、1944年8月にサンフランシスコ美術展で国吉、八島、オオクボの特別展が開催された。こうして、オオクボは『フォーチュン』誌の協力を得て、トパーズ収容所から解放された。市民権のある二世は、煩雑な申請手続きを踏んでアメリカへの忠誠心が認められると、就学や就職のために収容所を出ることが可能だったからである。

## 解放後の創作活動

### グリニッジ・ヴィレッジ
オオクボは、芸術家が多く住むニューヨーク市マンハッタン区のグリニッジ・ヴィレッジに低家賃のアトリエ兼アパートを借りた（以後、彼女は亡くなるまでこのアパートで暮らした）。ニューヨークで最初に知り合ったのは、『コモン・グラウンド (共通の基盤)』誌の編集長M・マーガレット・アンダーソンである。『コモン・グラウンド』誌は多様な民族・宗教・国籍の人々によるアメリカ文化への貢献を奨励するリベラルな雑誌であり、オオクボはアンダーソンの勧めにより、収容所で描いた絵とその他の作品を併せて、1945年3月に『コモン・グラウンド』誌の事務所で展示会を行った。この展示会はさらに、新しい学問領域を取り入れた革新的な大学として知られる社会調査新大学（現ニュースクール大学）、次いでシアトル美術館など西海岸の美術館を巡回した。

### 市民13660号
一方、タンフォラン仮収容所、トパーズ収容所で描いた絵約2,000枚を整理し、このうち約200点に一人称の語りを加えた。ほとんどの絵にオオクボ自身の姿が描かれている。解説入り画集『市民13660号』（邦題『市民13660号 ― 日系女性画家による戦時強制収容所の記録』）は1946年9月にコロンビア大学出版局から刊行された。日系人収容所に関する最初の刊行物であり、以後、収容所に関する史料としてたびたび引用されることになった。1983年にはワシントン大学出版局から第2版が刊行され、2014年には同出版局の「アジア系アメリカ文学の古典」シリーズとして第3版が刊行された。

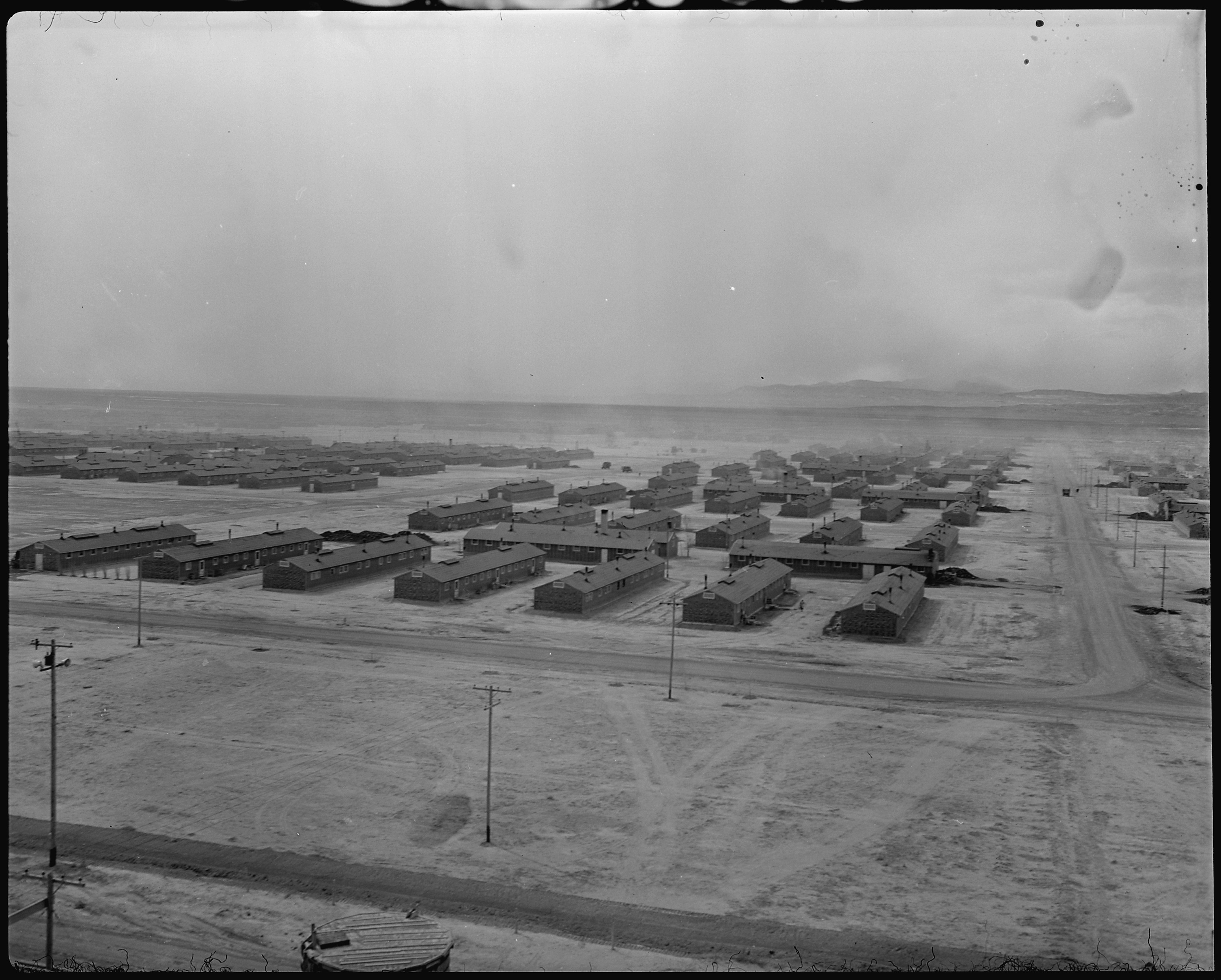
トパーズ戦時移住センター（1943年3月14日、カレッジパーク国立古文書館所蔵）

『市民13660号』は、マーガレット・アンダーソンほか、『屈辱の季節 ― 根こそぎにされた日系人』(1971年) で知られる戦時転住局長ディロン・S・マイヤー、ノーベル文学賞受賞作家パール・バック、文芸批評家のハリー・ハンセン、『アメリカの人種的偏見 ― 日系米人の悲劇』(1944年) を著したケアリー・マックウィリアムスらから、歴史の証言であり、教育的価値のある本として称賛された。『ニューヨーク・タイムズ』紙は、「劇的で詳細な描写と簡潔な文章により、驚くほど客観的かつ鮮明に、しかもユーモアすら込めて（収容所生活を）描いている」、これらの絵から、「次第に生きる力を失っていく様子」と、にもかかわらず必死に生きようとする彼らの強さが感じられると評している。
オオクボは1983年に、日系人強制収容所の実態を調査するために1980年に設立された「戦時における民間人の転住・抑留に関する委員会 (CWRIC)」で証言し、証拠として『市民13660号』を提出した。1988年にロナルド・レーガン大統領が署名した「市民の自由法」（日系アメリカ人補償法）により、1人当たり2万ドルの損害賠償金が支払われたとき、オオクボはこれを債務の支払いに充てた。

### 50年代以降の活動
戦後はグループ展を開催し、カリフォルニア大学バークレー校の美術講座（1951-52年）や夏期講座を担当し、米国輸出航路の新造船の客間の壁画を制作するなど様々な活動に参加した。また、『ニューヨーク・ヘラルド・トリビューン』紙、『ニューヨーク・タイムズ』紙、『タイム』誌、『ライフ』誌などに絵やイラストを発表し、グレース・W・マクガヴラン、マリアンナ・ニュージェント・プリチャード、松本亨（『ザ・セブン・スターズ』）、ロバート・W・オブライエン（『カレッジ二世』）の著書の挿絵や口絵を描くほか、米シュプリンガー出版社の解剖学、心理学の専門書のイラストも描いている。
1965年にはCBS放送のドキュメンタリー『二世 ― 自尊心と恥』にダニエル・イノウエ、マイク正岡、ユージン・ロストウ、精神科医パトリック・オークラ、マーク・W・クラークとともに出演した。

### 再評価
オオクボの作品が再評価されるようになったのは、日系人収容者に対する補償請求運動やアジア系アメリカ人運動が起こった1970年代である。1972年にカリフォルニア州オークランド美術館で初の大規模な回顧展「ミネ・オオクボ ― あるアメリカの経験」が開催され、1974年にリバーサイド市立大学の「今年の卒業生」に選ばれたのを機に、同校の画廊でオオクボ展が行われた。翌75年にはカリフォルニア大学ロサンゼルス校アジア系アメリカ人研究センターの学術誌『アメラジア･ジャーナル』や日系二世の雑誌に掲載されたオオクボおよび他の日系人収容者の絵の展示会が行われた。1984年、『市民13660号』が、イシュマエル・リードが1976年に設立したビフォー・コロンブス財団のアメリカ図書賞を受賞した。1991年、オオクボの全作品に対して、女性芸術家、美術史家、美術学生・教員を支援する「女性芸術コーカス (WCA)」から賞が与えられた。
オオクボは2001年に亡くなるまで絵を描き続けた。
2012年11月3日から12月9日まで東京芸術大学大学美術館で開催された日系人芸術家の作品展「尊厳の芸術展」ではオオクボの作品も展示された。

## 作品

### 画集
- Miné Okubo, Citizen 13660, Columbia University Press, 1946; Arno Press 1978; University of Washington Press, 1983, University of Washington Press, Collection: Classics of Asian American literature, 2014.
  - ミネ・オークボ『市民13660号 ― 日系女性画家による戦時強制収容所の記録』前山隆訳、御茶の水書房、1984年。
- Shirley Sun, Mine Okubo: An American Experience (ミネ・オオクボ ― あるアメリカの経験), The Oakland Museum, 1972 - 展覧会図録。
- Greg Robinson, Elena Tajima Creef, Miné Okubo: Following Her Own Road (ミネ・オオクボ ― 我が道を行く), University of Washington Press, 2014 - 作品が多数掲載された評伝。

### 作品が掲載された刊行物
- トパーズ収容所の季刊文芸誌『トレック』
  - Trek, Vol. 1, no. 1, December 1942 : Topaz Japanese-American Relocation Center Digital Collection - Utah State University, University Libraries, Digital History Collections.
  - Trek, Vol. 1, no. 2, February 1943 : Topaz Japanese-American Relocation Center Digital Collection - Utah State University, University Libraries, Digital History Collections.
  - Trek, Vol. 1, No. 3, June 1943 : Topaz Japanese-American Relocation Center Digital Collection - Utah State University, University Libraries, Digital History Collections.
- Deborah Gesenway, Mindy Roseman. Beyond Words: Images from America's Concentration Camps (言葉を越えて ― 絵で見るアメリカの強制収容所), Cornell University Press, 1987.
- Shirley Geok-lin, Lim, Mayumi Tsutakawa, and Margarita Donnelly, eds. The Forbidden Stitch: An Asian American Women's Anthology (禁じられたステッチ ― アジア系アメリカ人女性アンソロジー), Calyx Books, 1989.
- Karin M. Higa, ed. The View From Within: Japanese American Art from the internment Camps (内側からのまなざし ― 強制収容所から生まれた日系アメリカ芸術), 1942-1945, Japanese American National Museum, 1992.
- Elena Tajima Creef, Greg Robinson, eds. Tribute to Miné Okubo (ミネ・オオクボに捧げる), special issue of Amerasia Journal 30.2 (Summer 2004).

### 挿絵
主に連邦キリスト教会協議会（現米国キリスト教会協議会）のフレンドシップ出版局からの依頼による。
- Peggy Billings, The Waiting People, Friendship Press, 1952.
- Ruth M. FitzSimons, A New Boy on Hillside Street, Springer, 1962.
- Louise B. Griffiths, Wide as the World: Junior Highs and Missions, Friendship Press, 1958.
- Grace W. McGavran, Where the Carp Banners Fly, Friendship Press, 1949.
- Toru Matsumoto, The Seven Stars, Friendship Press, 1949 (松本亨『ザ・セブン・スターズ』英友社、1975年、パイインターナショナル、1995年).
- Robert O'Brien, The College Nisei, Pacific Books, 1949.
- Marianna Nugent and Norman Young Prichard, Ten Against the Storm, Friendship Press, 1957.
- Martha Pitel, Mildred Schellig, Clinical Coordination of Anatomy and Physiology, Springer, 1959.
- Walter Toman, Family Constellation: Theory and Practice of a Psychological Game, Springer, 1961.
- Philip Williams, Journey into Mission, Friendship Press, 1957.
- Sumner Wood, Whose Word? A Handbook on International Relations, Friendship Press, 1960.

### ドキュメンタリー映画
- Betty LaDuke, Persistent Women Artists : Pablita Velarde, Mine Okubo, Lois Mailou Jones (不屈の女性画家 ― パブリタ・ヴェラルデ（英語版）、ミネ・オオクボ、ロイス・メイロウ・ジョーンズ（英語版）), Southern Oregon State College Productions : Distributed by Reading & O'Reilly, Inc., 1996.

### オンライン・コレクション
- Mine Okubo Collection - Japanese American National Museum.
- Miné Okubo Gallery - Riverside Community College.
- An Evacuee's Hopes - And Memories, San Francisco Chronicle, August 29, 1943 (Creator: Miné Okubo) - The Bancroft Library, University of California, Berkeley.
- OMCA COLLECTIONS - Mine Okubo - Mother and Cat|Miyo and Cat - Oakland Museum of California.

## 参考資料
- Greg Robinson, Mine Okubo, Densho Encyclopedia.
- Kelly A. Spring (2017), Miné Okubo, National Women's History Museum.
- Elaine Woo (2001), Mine Okubo; Her Art Told of Internment, Los Angeles Times.
- Okubo (Miné) Collection - Japanese American National Museum, The Online Archive of California - California Digital Library.
- Miné Okubo Collection, Riverside City College.
- Eric Pace, Miné Okubo, 88, Dies; Art Chronicled Internment Camps, The New York Times.
- 荒このみ「日系アメリカ人強制収容とアンセル・アダムズの写真記録」『立命館言語文化研究』第23巻第1号、立命館大学国際言語文化研究所、2011年9月、47-90頁、doi:10.34382/00002637。。